# Gangsta Luv
"Gangsta Luv" je prvi singl repera Snoop Dogga s albuma Malice 'n' Wonderland. Producenti singla su The-Dream i Tricky Stewart.

## Top liste
| Top liste (2009.)           | Najviša pozicija |
| --------------------------- | ---------------- |
| Belgija (Valonija)          | 58               |
| Novi Zeland                 | 13               |
| SAD (Billboard Hot 100)     | 35               |
| SAD (Hot R&B/Hip-Hop Songs) | 24               |
| SAD (Rap Songs)             | 5                |